# Prowincja Północna (Sierra Leone)
Prowincja Północna (ang. Northern Province) – jedna z 4 prowincji w Sierra Leone, znajdująca się na północy kraju.